# Municipalità di Limbaži
La municipalità di Limbaži (in lettone Limbažu novads) è una delle trentasei municipalità della Lettonia. È situata nel nordovest del Paese, nella regione storica del Vidzeme e confina con l'Estonia. Il capoluogo è la città di Limbaži.
I confini della nuova municipalità, costituita nel 2021, corrispondono a quelli del vecchio distretto di Limbaži abolito nel 2009 ad eccezione della parrocchia di Lēdurga confluita nella municipalità di Sigulda.

## Suddivisione
La municipalità comprende 5 città e 19 parrocchie.
Le 5 città sono:
- Limbaži
- Ainaži
- Aloja
- Salacgrīva
- Staicele

Le 19 parrocchie sono:
- Ainaži
- Aloja
- Braslava
- Brīvzemnieki
- Katvari
- Liepupe
- Limbaži
- Pāle
- Salacgrīva
- Skulte
- Staicele
- Umurga
- Vidriži
- Viļķene